# 宮内豊
宮内 豊（みやうち ゆたか、1939年3月20日 -2022年1月18日）は、文芸評論家。愛知県生まれ。本名・佐々木萌生。早稲田大学中退。
1967年「大岡昇平論」で群像新人文学賞受賞、1979年『ある殉死 花田清輝論』で亀井勝一郎賞受賞。1984年『「反核」異論』を書いた吉本隆明に対して、『駁論吉本隆明』を上梓して反論したことで知られる。法政大学講師を勤めた。

## 著書
- 檸檬と爆弾 小沢書店 1972
- ある殉死 花田清輝論 講談社 1979
- 駁論吉本隆明 論創社 1984
- 反近代の彼方へ 論創社 1986